# بريت أندرسون (لاعب كرة قدم كندية)
بريت أندرسون هو لاعب كرة قدم كندية كندي، ولد في 23 أبريل 1974 في كوكويتلام في كندا.